# Пивденноукраинск
Пивденноукраинск (на украински: Південноукраїнськ, до 2024 г. – Южноукраинск, на украински: Южноукраїнськ) е град в Южна Украйна, Николаевска област.
Основан е през 1976 година. Населението му е около 38 000 души.